# 阿賀野川当麻橋梁
阿賀野川当麻橋梁（あがのがわたいまきょうりょう）は、新潟県東蒲原郡阿賀町の阿賀野川に架かる東日本旅客鉄道（JR東日本）磐越西線の鉄道橋である。

## 概要
岩越線（現・磐越西線）の野沢駅 - 津川駅間の延伸工事に伴って1914年（大正3年）に完成した。日出谷駅 - 鹿瀬駅間の阿賀野川に架かる全長175.7 mの橋梁である。
建設当初は明治時代の文化遺産である「一ノ戸川橋梁」と同じボルチモアトラス橋であったが、1929年（昭和4年）の鹿瀬ダム建設に伴い、阿賀野川の増水により橋桁下部が水没する恐れがあるため、阿賀野川下流側に新しく架け替えられたのが現在のトラス橋（2代目）である。
なお、旧橋桁は撤去後に秩父鉄道秩父本線の浦山川橋梁、安谷川橋梁、押手沢橋梁にそれぞれ転用されており、現用されている。また、旧橋脚と旧橋台も旧線路跡とともに現存しているが、2011年（平成23年）7月の新潟・福島豪雨による阿賀野川の増水により、鹿瀬寄りの旧橋脚1基が崩壊して無くなった。

## 構造
初代のトラス橋は、単線上路式分格プラットトラス（ボルチモアトラス・ピン結合）2連 + 単線上路式プラットトラス1連の形式であり、アメリカン・ブリッジ製である。
2代目のトラス橋は、単線下路式曲弦ワーレントラス2連 + 単線下路式プラットトラス1連の形式であり、横河橋梁製作所（現横河ブリッジ）製である。

## 周辺
- 国道459号
- 新潟県道322号鹿瀬日出谷線
- 日出谷橋

## その他
下り鹿瀬駅方面の本橋梁出口から平瀬集落へ向かう右カーブが、県道322号沿いからの鉄道ファンやカメラマンの有名撮影ポイントとなっている。